# Музей Західної Фрисландії
Музей Західної Фрисландії (нід. Westfries Museum) — музей регіональної історії в голландському місті Горн.

## Історія
Музей відкрився 10 січня 1880 року в монументальній будівлі 1632 року. Споруда спочатку належала Раді Західної Фрисландії та Нордерквартієр. Пізніше її займав суд. До 1932 року у будівлі частково розміщувався суд кантону, а частково музей.
Музей має велику колекцію картин, срібних предметів, порцеляни, історичної вогнепальної зброї, предметів міської варти та  Голландської Ост-Індійської компанії.
Колекція виставлена в 25 кімнатах. 1953 року під будівлею виявили підвали XV століття. Відтак у цьому приміщенні виставлені археологічні знахідки Горна та його околиць.

## Викрадення колекції
У ніч проти 9 січня 2005 року зловмисники, зламавши двері, викрали з музею 24 картини XVII-XVIII ст., зокрема пензля Яна ван Гоєна, і 70 предметів зі срібла. Протягом десяти років музей займався пошуком викрадених артефактів.
У січні 2014 року нідерландська поліція з'ясувала, що зниклі картини перебувають в Україні.
За словами українського письменника, бійця Українського військового об'єднання, що пов'язане з батальйоном ОУН, Бориса Гуменюка, 2014 року з'явилась оперативна інформація з анонімних джерел, що в маєтку в  підконтрольному терористам передмісті Донецька, що належить людині з близького оточення колишнього президента В. Януковича, виявлено колекцію живопису, імовірно, викрадену з голландського музею.
У квітні 2016 року Україна повернула до музею виявлені СБУ чотири картини.

## Галерея викрадених картин

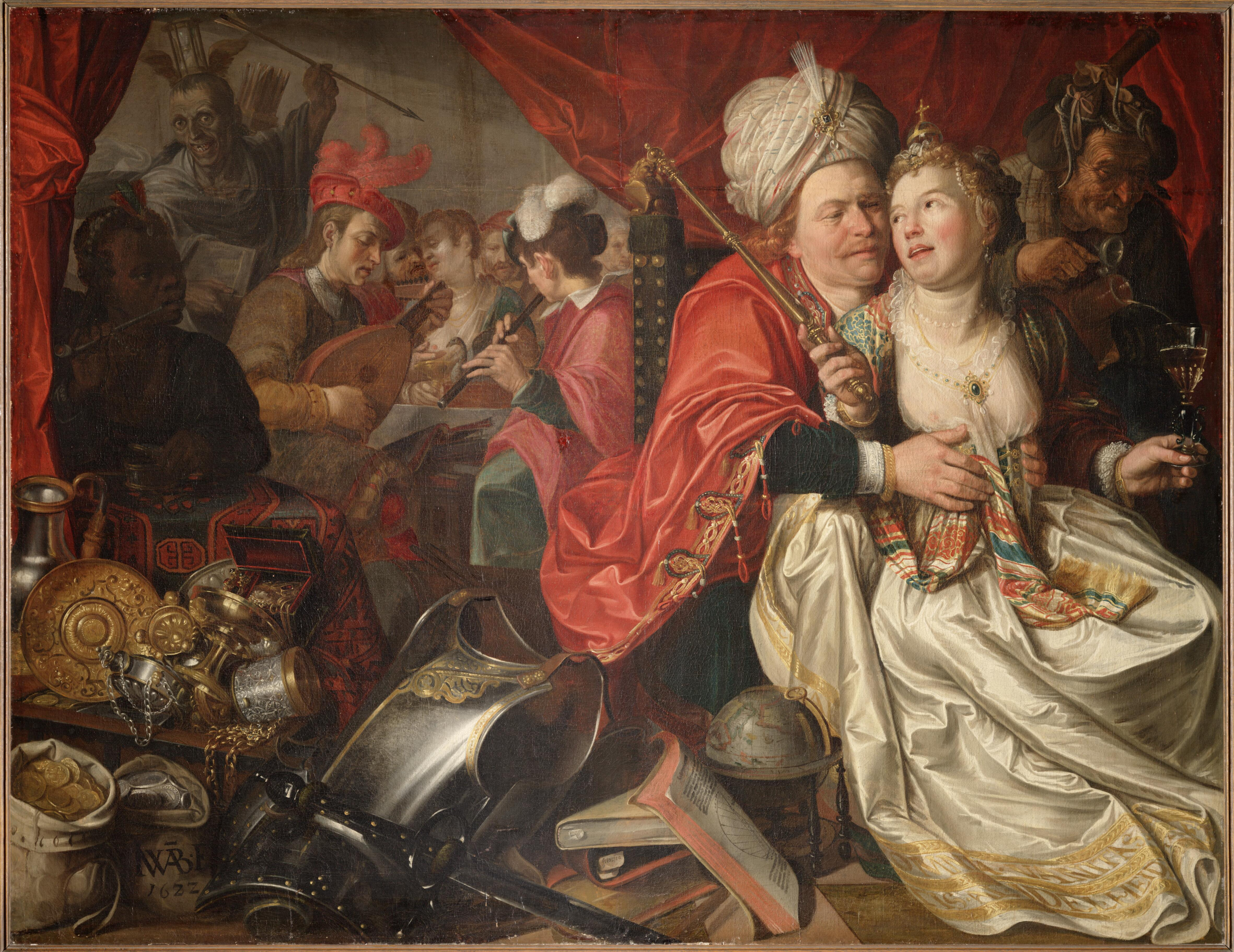
Якоб Вабен «Марнославство»
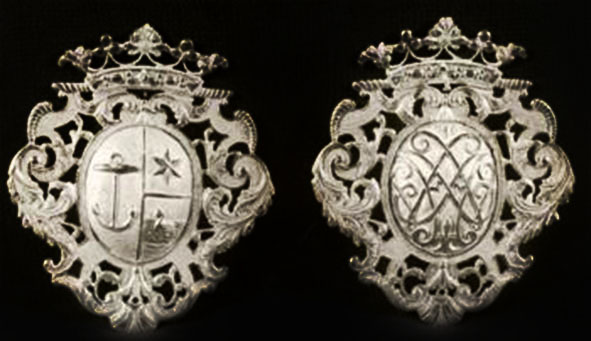
Золоті аграфи, між 1700 та 1740.
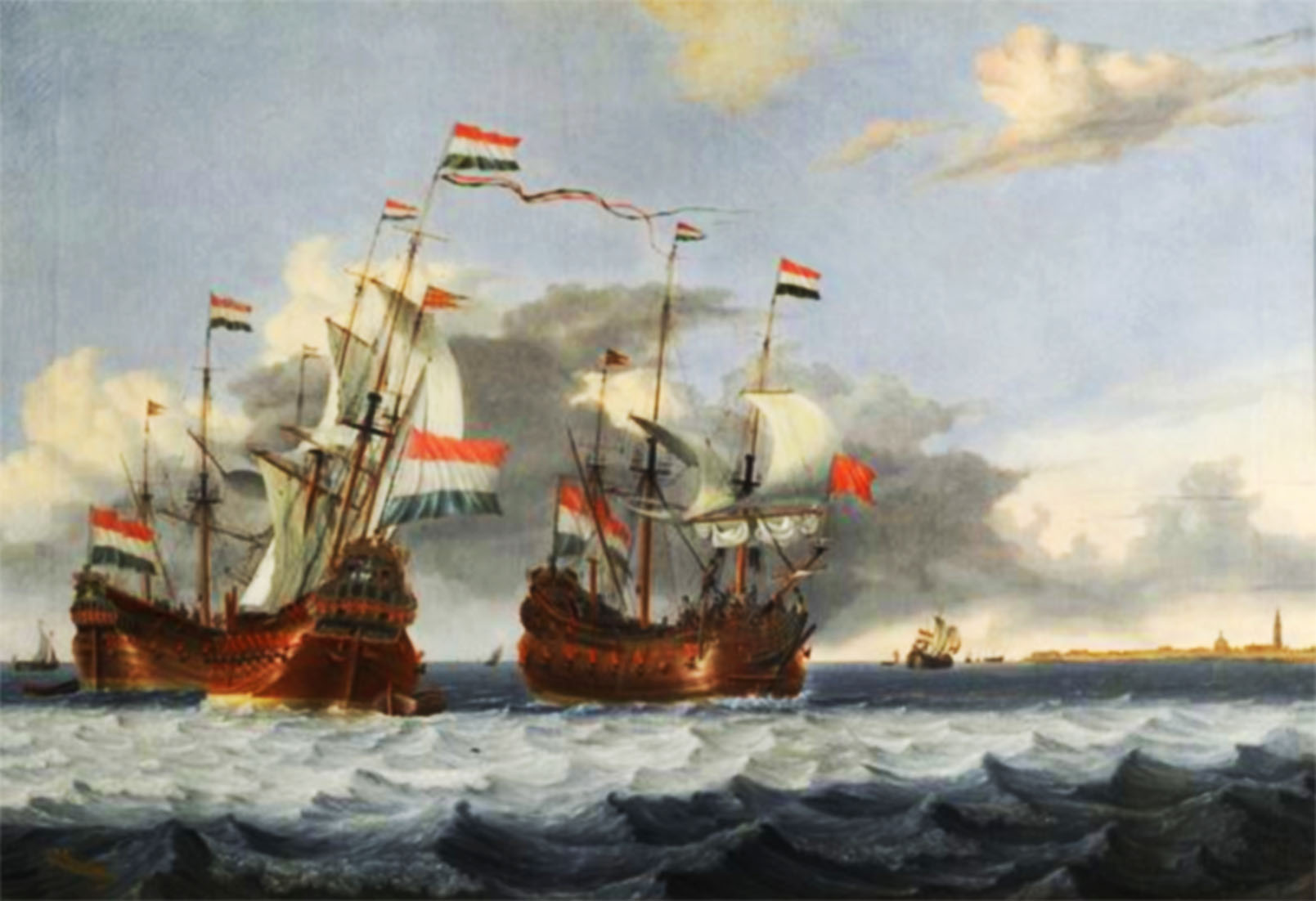
Ґерріт Помпе. «Краєвид Енкхейзена».
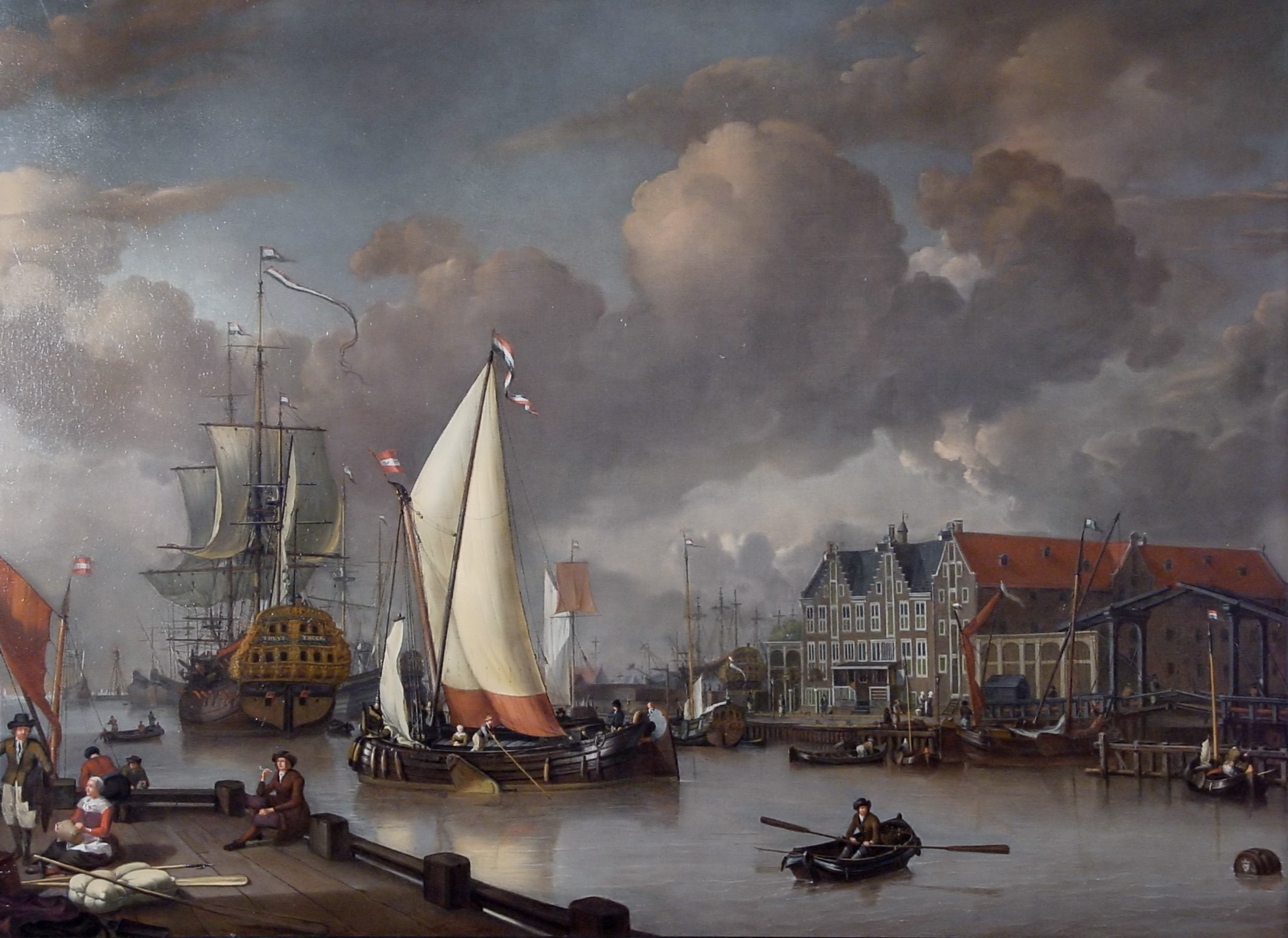
Ян Клас Рітсхоф[en]. «Краєвид на Східний острів (Горн)»
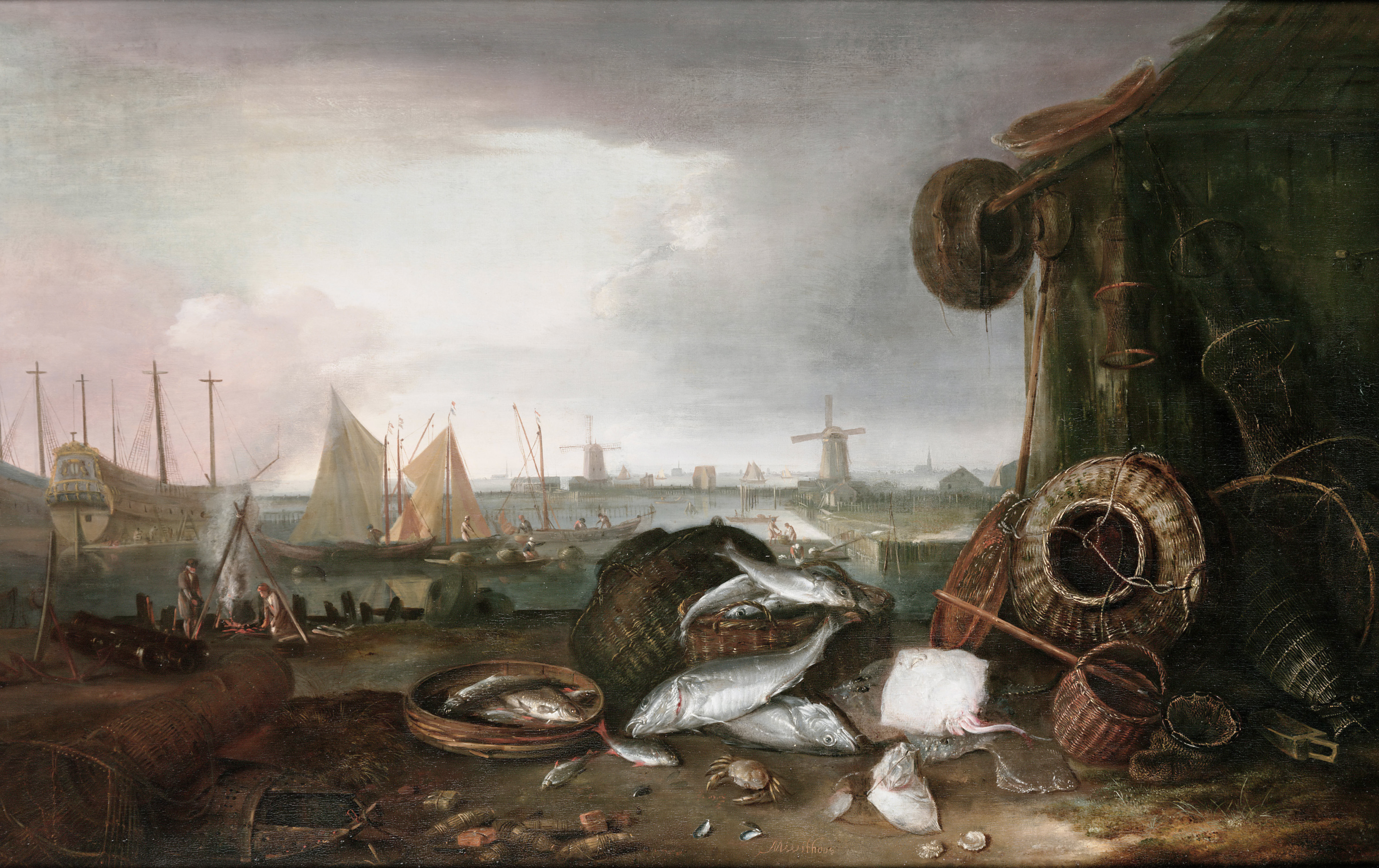
Матіас Вітос[en]/ «З Грашавена»
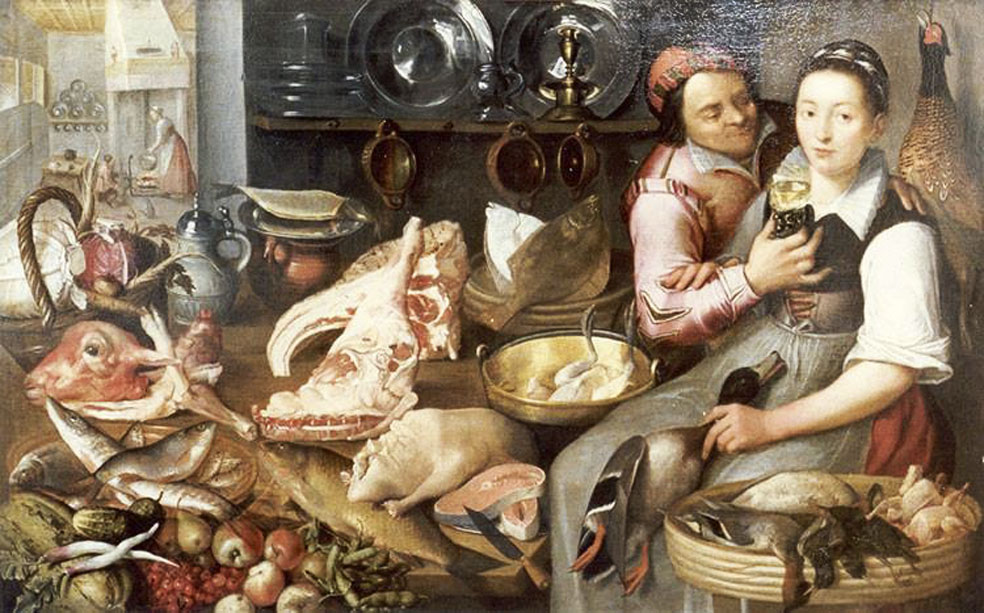
Флоріс ван Шутен «Кухонна сцена»
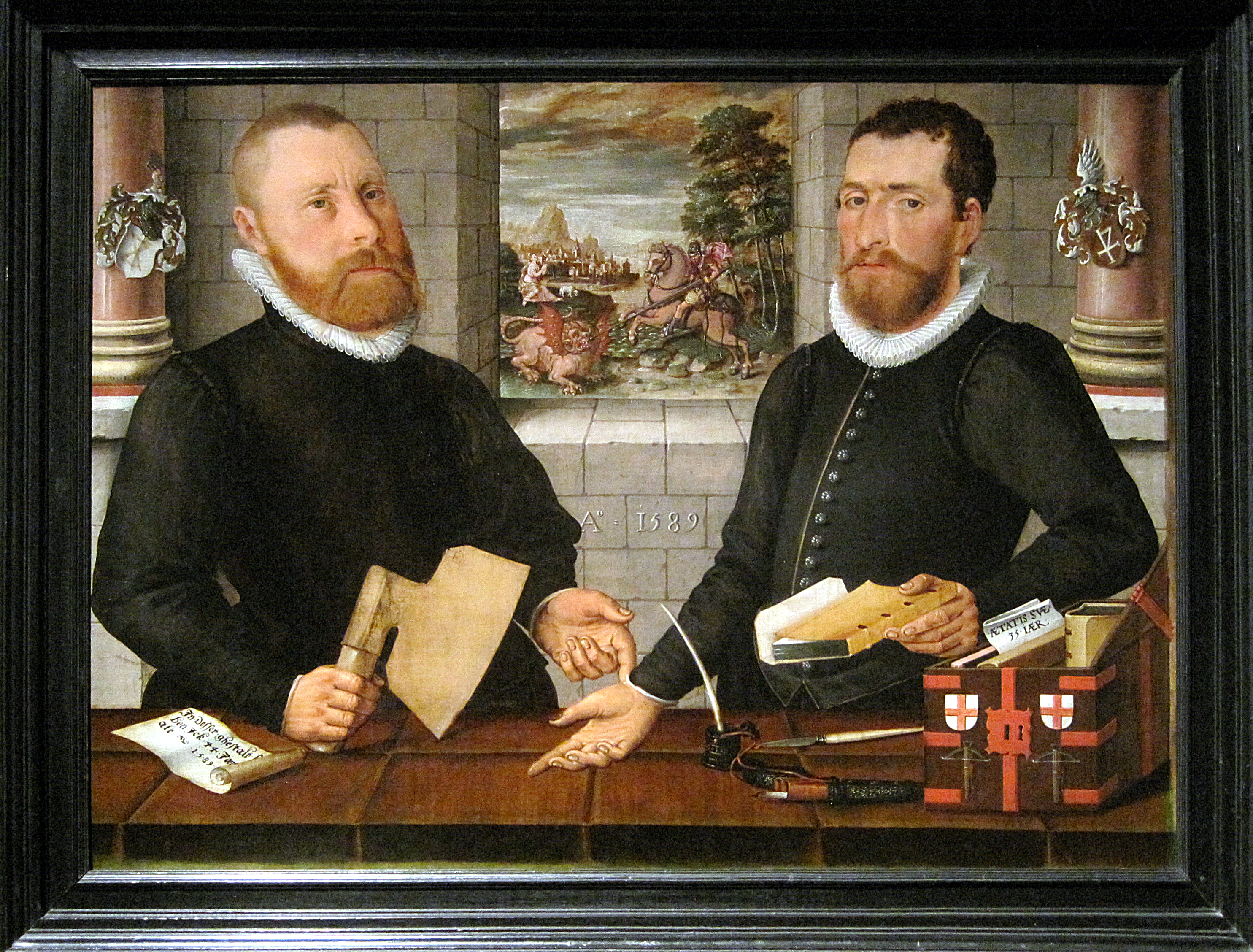
Портрет двох членів гільдії Святого Георгія (1589) - Автор невідомий.